# Europska direktiva o proizvodima tradicionalnih biljnih lijekova
Europsku direktivu o proizvodima tradicionalnih biljnih lijekova 2004/24/EC je direktiva koju su donijeli Vijeće EU i Europski parlament kako bi se regulirao proces odobrenja ljekovitog bilja u EU. Stupila je na snagu 30. travnja 2004. Do nje, nije postojala jedinstvena EU procedura autorizacije, zbog čega je svaka država za sebe regulirala takve proizvode.
Prema ovoj direktivi, svi medicinski proizvodi biljnog podrijetla morat će dobiti odobrenje za tržište unutar EU. Proizvodi koji su prije ovog zakona bili na tržištu, dobili su odgodu kriterija do 30. travnja 2011.
Prema ovoj direktivi poduzeća ljekovitog bilja morat će demonstrirati sigurnost i učinkovitost proizvoda za razdoblje od 15 do 30 godina. Proizvodi će morati proći kroz kriterij pogodnosti EU-a.
Ljekovito bilje će biti i do deset godina na ispitivanju prije nego što izađe na tržište, a taj postupak stajat će 100.000 i više eura. Zasad su "zeleno svjetlo" za tržište EU-a dobile samo gospina trava, valerijana i majčina dušica.